# Jasmila Žbanić

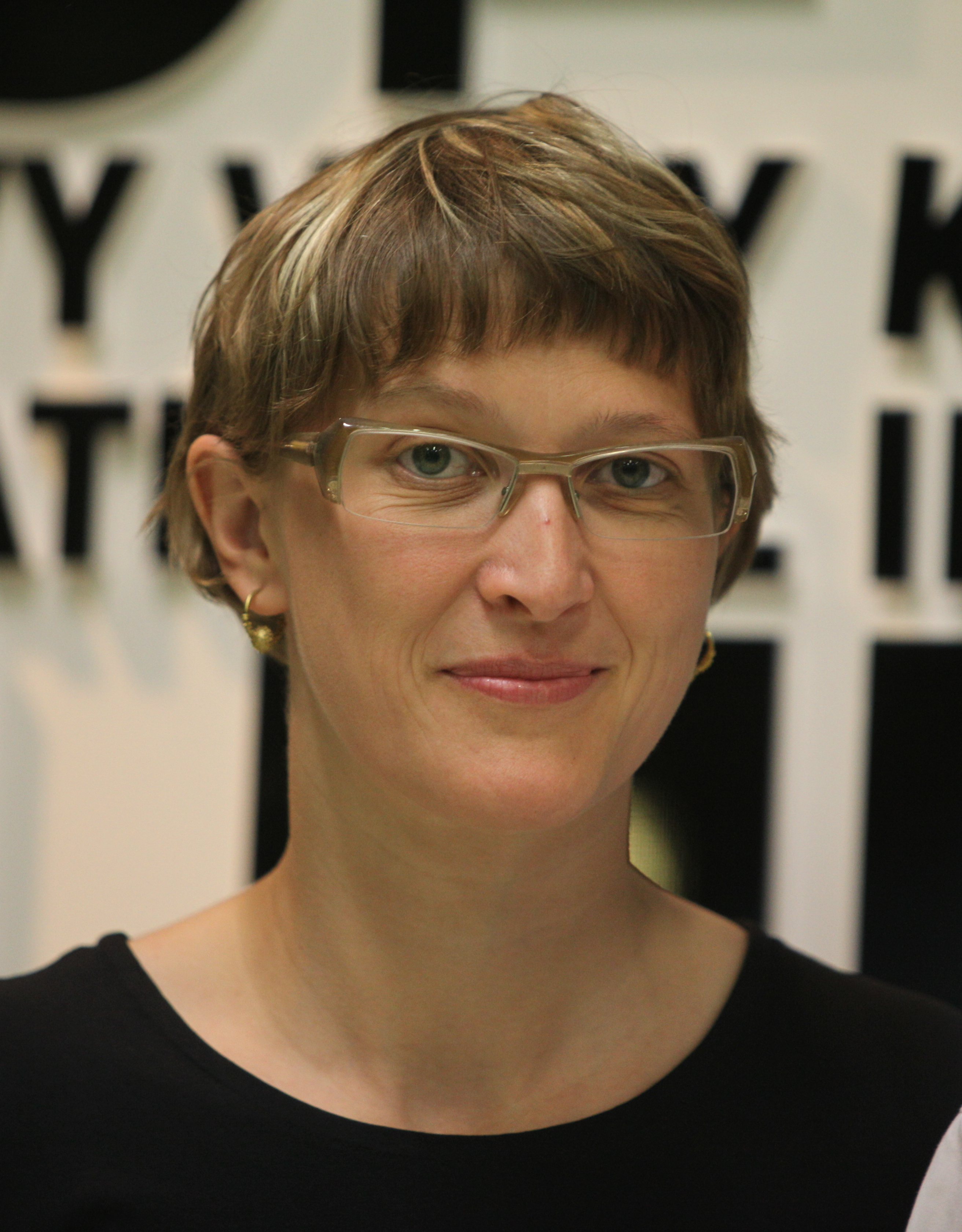
Jasmila Žbanić (2010)

Jasmila Žbanić (* 19. Dezember 1974 in Sarajevo) ist eine in Deutschland lebende bosnische Filmregisseurin, Drehbuchautorin und Filmproduzentin.

## Leben und Werk
Žbanić erhielt ihre Ausbildung an der Akademie der Künste Sarajevo in Sarajevo. 1995 ging sie in die USA und arbeitete als Puppenspielerin im Bread and Puppet Theater. 1997 kam sie zurück nach Sarajevo und gründete die Filmproduktionsfirma „Deblokada“. Sie drehte selbst einige Kunstvideos und Dokumentarfilme, die 2004 auf der Documenta in Kassel zu sehen waren. Ihr Spielfilmdebüt Esmas Geheimnis – Grbavica wurde 2006 mit dem Goldenen Bären bei den Internationalen Filmfestspielen in Berlin ausgezeichnet.
Sie wurde von der Tageszeitung Nezavisne novine aus Banja Luka zur Nummer 3 der Persönlichkeiten des Jahres 2006 gewählt.
2010 erhielt sie für ihren Spielfilm Zwischen uns das Paradies (englischsprachiger Festivaltitel: On the Path) erneut eine Einladung in den Wettbewerb der 60. Filmfestspiele von Berlin. Im gleichen Jahr erhielt sie beim Filmfest München den mit 10.000 Euro dotierten Friedenspreis des Deutschen Films – Die Brücke für diesen Film, der am 2. September 2010 unter dem Verleihtitel Zwischen uns das Paradies in die deutschen Kinos kam.
Am 23. Februar 2014 erhielt Žbanić im Deutschen Schauspielhaus Hamburg den KAIROS-Preis 2014.
Ihr Spielfilm Quo Vadis, Aida? über das Massaker in Srebrenica wurde 2020 in den Wettbewerb um den Goldenen Löwen zu den 77. Internationalen Filmfestspielen von Venedig eingeladen. Der Film wurde bei der Oscarverleihung 2021 als Bester Fremdsprachiger Film nominiert und erhielt im Dezember 2021 den Europäischen Filmpreis, ebenso wie Žbanić für die beste Regie.
Im Jahr 2021 wurde sie in die Internationale Jury der 71. Filmfestspiele Berlin berufen. Im selben Jahr leitete sie die Jury der Nebensektion Orizzonti beim 78. Filmfestival von Venedig. Žbanić ist Mitglied der Europäischen Filmakademie.

## Politisches Engagement
Während der Proteste in Bosnien und Herzegowina 2014 besuchte der kroatische Premierminister Zoran Milanović die Stadt Mostar. Žbanić kritisierte diesen Besuch im Rahmen eines Interviews für das Portal H-Alter und beendete das Interview mit den Worten „Milanoviću, marš kući!“, sinngemäß „Milanović, Abmarsch nach Hause!“. Ihre Aussage wurde daraufhin in den Abendnachrichten mehrerer kroatischer TV-Sender zitiert.
Žbanić ist Mitglied der 2016 gegründeten Bewegung Demokratie in Europa 2025 (DiEM25) und Unterzeichnerin der 2017 veröffentlichten Deklaration zur gemeinsamen Sprache der Kroaten, Serben, Bosniaken und Montenegriner.

## Privatleben
Žbanić ist mit dem bosnischen Filmproduzenten Damir Ibrahimović verheiratet, den sie in den 1990er Jahren während der Belagerung von Sarajevo in einem Bunker kennenlernte. Gemeinsam gründeten sie 1997 die Filmproduktionsgesellschaft „Deblokada“.
Jasmila Žbanić lebt in Berlin, verbringt nach eigenen Angaben aber auch viel Zeit in Bosnien.

## Filmografie
- 1998: Noć je. Mi svijetlimo (Kurzfilm)
- 2000: Red Rubber Boots (Kurzfilm)
- 2003: Images from the Corner (Kurzfilm)
- 2005: Birthday (Kurzfilm)
- 2006: Esmas Geheimnis – Grbavica (Grbavica; Regie, Drehbuch)
- 2010: Zwischen uns das Paradies (Na putu; Regie, Drehbuch)
- 2013: For Those Who Can Tell No Tales (Regie, Drehbuch, Produktion)
- 2014: Love Island (Regie, Drehbuch)
- 2014: Cure – Das Leben einer Anderen (Produktion)
- 2017: Männer weinen nicht (Muškarci ne plaču; Produktion)
- 2019: U zraku (Dokumentar-Kurzfilm)
- 2020: Quo Vadis, Aida? (Regie, Drehbuch, Produktion)
- 2023: The Last of Us (Fernsehserie)

## Auszeichnungen (Auswahl)
- Internationale Filmfestspiele Berlin 2006: Auszeichnung Goldener Bär für Esmas Geheimnis – Grbavica[14]
- Europäischer Filmpreis 2021: Auszeichnung in der Kategorie Bester Film für Quo Vadis, Aida?
- Europäischer Filmpreis 2021: Auszeichnung in der Kategorie Beste Regie für Quo Vadis, Aida?[15]